# Verzorgingsplaats Nijlanderveld
Verzorgingsplaats Nijlanderveld is een Nederlandse verzorgingsplaats, gelegen aan de N33 Eemshaven - Assen tussen afritten 33 en 32 ter hoogte van Rolde in de richting van Assen. De verzorgingsplaats is gelegen in de gemeente Aa en Hunze.
Het tankstation is van Esso.
Aan de andere kant van de autoweg ligt verzorgingsplaats Baarveld.
Richting Eemshaven: Baarveld
Richting Assen: Nijlanderveld